# Jill Whelan
Jill Whelan (ur. 29 września 1966 w Oakland) – amerykańska aktorka. Wystąpiła w serialu Statek miłości jako córka kapitana, a następnie w tej samej roli w odcinku Reunion serialu The Love Boat: The Next Wave. Zagrała w komedii Czy leci z nami pilot?.  W 2004 zawarła drugie małżeństwo na pokładzie związanego z serialem statku wycieczkowego Caribbean Princess.